# Giáo hoàng Bônifaciô II
Bônifaciô II (Tiếng Latinh: Bonifacius II) là người kế nhiệm Giáo hoàng Felix IV và là vị Giáo hoàng thứ 55 của giáo hội Công giáo.
Theo niên giám tòa thánh năm 1806 thì ông đắc cử năm 530 và ở ngôi Giáo hoàng trong khoảng 2 năm. Niên giám tòa thánh năm 2003 xác định triều đại của ông kéo dài từ ngày 22 tháng 9 năm 530 cho đến ngày 17 tháng 10 năm 532. Hình ảnh của ngài mờ nhạt vì thái độ của ngài đối với Thượng Nghị Viện. Ông là Giáo hoàng thứ ba không được phong thánh.
Giáo hoàng Bonifacius được xác định là con trai của Sigisbaldo. Liper Pontificalis cho rằng Bonifacius là vị Giáo hoàng đầu tiên người Đức. Một số nguồn khác nói rằng, ông sinh ra ở Roma. Trên thực tế ông là một người có nguồn gốc Gothic (ông bà cố là người Đức) và là vị Giáo hoàng đầu tiên là người Đức nhưng ngài sinh trưởng tại Roma. Vì thế Bonifacius bị coi như một "người Man Di ngoại quốc". Ông đã được đắc cử do sự lựa chọn của vị Giáo hoàng tiền nhiệm: Giáo hoàng Felix IV lúc nằm trên giường bệnh sắp lâm chung.
Bonifacius đã phục phụ giáo hội Roma ngay từ tuổi thiếu niên. Trong thời gian cai trị của Felix IV, ông đã trở thành một người trợ tế (archdeacon). Với vai trò này, ông đã có ảnh hưởng tới cả các cấp bậc của nhà thờ và chính quyền dân sự. Sự tấn phong Bonifacius có sự ảnh hưởng của vua Gothic là Athalaric. Có một thời gian ông đã bị coi là ngụy Giáo hoàng. Do nhóm đối lập đã bầu Giáo hoàng Dioscorus. Dioscorus là một người Alexandria và được bầu bởi hầu hết các linh mục (priests) của Roma.
Cả Bonifacius và Dioscorus đã cùng được tấn phong vào ngày 22 tháng 9 năm 530. Bonifacius ở thánh đường Basilica Santa Maria ở Trastevere, còn Dioscorus ở thánh đường Basilica San Giovanni ở Laterano. Nhưng Dioscorus đã chết chỉ hai mươi ngày sau đó. Đó là ngày 14 tháng 10 năm 430. Vì thế cuộc khủng hoảng chỉ chấm dứt. Trong thời gian làm Giáo hoàng của mình, Giáo hoàng Bonifacius đã cho xây đan viện Monte Cassino trên nền đền thờ thần Apollo.